# بيتري هونكونن
بيتري إركي أولافي هونكونن (بالفنلندية: Petri Erkki Olavi Honkonen)‏ (ولد في 29 يوليو 1987) هو سياسي فنلندي، يمثل حزب الوسط في برلمان فنلندا منذ عام 2015.

## النشأة والتعليم
وُلد هونكونن في بلدة بيلكونماكي بفنلندا، ونشأ في بيئة ريفية انعكست على اهتماماته السياسية المرتبطة بشؤون المناطق النائية والتنمية الإقليمية.

## المسيرة السياسية
ترشح هونكونن لانتخابات برلمان فنلندا عام 2015 عن دائرة فنلندا الوسطى الانتخابية، وحصل على 2,978 صوتًا، مما أهّله لدخول البرلمان. منذ انتخابه، عُرف بدعمه لسياسات التنمية المستدامة وتحسين فرص التعليم في المناطق الريفية.

## المناصب البرلمانية واللجان
خلال فترة عضويته في البرلمان، شغل هونكونن عضوية عدة لجان، منها:
- لجنة التعليم والثقافة، حيث ساهم في صياغة سياسات تدعم التعليم الرقمي وتطوير المناهج[4].
- لجنة البيئة، التي عمل من خلالها على تعزيز التشريعات البيئية والحفاظ على الموارد الطبيعية[5].
- لجنة الشؤون الزراعية، حيث ركز على دعم المزارعين المحليين وتطوير البنية التحتية الزراعية[6].